# 錫達 (密歇根州)
錫達（英語：Cedar）是位於美國密歇根州利勒諾縣索倫鎮區的一個普查規定居民點。

## 人口
根據2020年美國人口普查的數據，錫達的面積為0.47平方千米，當中陸地面積為0.47平方千米，而水域面積為0.00平方千米。當地共有人口102人，而人口密度為每平方千米217.02人。